# 和歌山県道148号和歌山港北島線
和歌山県道148号和歌山港北島線（わかやまけんどう148ごう わかやまこうきたじません）は、和歌山県和歌山市を通る一般県道である。

## 概要
和歌山市湊から和歌山市北島に至る。
本線の途中に、紀の川河口大橋がある。

### 路線データ
- 起点：和歌山市湊
- 終点：和歌山市北島（北島橋北詰交差点、和歌山県道15号新和歌浦梅原線交点、和歌山県道140号善明寺北島線終点）
- 実延長：3.729 km

## 歴史
- 1959年（昭和34年）5月14日 - 和歌山県が一般県道として和歌山港北島線を認定[1]。
- 2018年（平成30年）6月6日 - 都市計画道路北島湊線が開通（北島橋北詰交差点 - 紀ノ川大橋北詰交差点）[2]。

## 路線状況

### 重複区間
- 和歌山県道・大阪府道752号和歌山阪南線 （和歌山市湊・御膳松交差点 - 和歌山市湊・紀ノ川大橋北詰交差点）

### 道路施設

#### 橋梁
- 紀の川河口大橋（紀の川、和歌山市）
- 土入橋（土入川、和歌山市）
- 河西橋（紀の川、和歌山市）

## 地理

### 通過する自治体
- 和歌山市

### 交差する道路
| 交差する道路                                             | 交差する場所 | 交差する場所            |
| -------------------------------------------------------- | ------------ | ----------------------- |
| 和歌山県道・大阪府道752号和歌山阪南線 重複区間起点       | 湊           | 御膳松交差点            |
| 和歌山県道・大阪府道752号和歌山阪南線 重複区間終点       | 湊           | 紀ノ川大橋北詰交差点    |
| 和歌山県道15号新和歌浦梅原線 和歌山県道140号善明寺北島線 | 北島         | 北島橋北詰交差点 / 終点 |

### 沿線
- 和歌山港
- 紀の川
- 和歌山市立湊小学校